# Liselott Linsenhoff
Liselott Linsenhoff (Fráncfort del Meno, 27 de agosto de 1927-Juan-les-Pins, Francia, 4 de agosto de 1999) fue una jinete alemana que compitió para la RFA en la modalidad de doma.
Participó en tres Juegos Olímpicos de Verano entre los años 1956 y 1972, obteniendo un total de cinco medallas: plata y bronce en Estocolmo 1956, oro en México 1968 y oro y plata en Múnich 1972. Ganó cuatro medallas en el Campeonato Mundial de Doma en los años 1970 y 1974, y cinco medallas en el Campeonato Europeo de Doma entre los años 1969 y 1973.

## Palmarés internacional
| Representando al Equipo Alemán Unificado |                           |                   |             |
| Juegos Olímpicos                         |                           |                   |             |
| Año                                      | Lugar                     | Medalla           | Categoría   |
| 1956                                     | Estocolmo (Suecia)        | Medalla de plata  | Por equipos |
| 1956                                     | Estocolmo (Suecia)        | Medalla de bronce | Individual  |
| Representando a la RFA                   |                           |                   |             |
| Juegos Olímpicos                         |                           |                   |             |
| Año                                      | Lugar                     | Medalla           | Categoría   |
| 1968                                     | Ciudad de México (México) | Medalla de oro    | Por equipos |
| 1972                                     | Múnich (RFA)              | Medalla de oro    | Individual  |
| 1972                                     | Múnich (RFA)              | Medalla de plata  | Por equipos |
| Campeonato Mundial                       |                           |                   |             |
| Año                                      | Lugar                     | Medalla           | Categoría   |
| 1970                                     | Aquisgrán (RFA)           | Medalla de plata  | Individual  |
| 1970                                     | Aquisgrán (RFA)           | Medalla de plata  | Por equipos |
| 1974                                     | Copenhague (Dinamarca)    | Medalla de oro    | Por equipos |
| 1974                                     | Copenhague (Dinamarca)    | Medalla de plata  | Individual  |
| Campeonato Europeo                       |                           |                   |             |
| Año                                      | Lugar                     | Medalla           | Categoría   |
| 1969                                     | Wolfsburgo (RFA)          | Medalla de oro    | Individual  |
| 1969                                     | Wolfsburgo (RFA)          | Medalla de oro    | Por equipos |
| 1971                                     | Wolfsburgo (RFA)          | Medalla de oro    | Individual  |
| 1971                                     | Wolfsburgo (RFA)          | Medalla de oro    | Por equipos |
| 1973                                     | Aquisgrán (RFA)           | Medalla de oro    | Por equipos |